# Stadtwerke Neumünster
Die Stadtwerke Neumünster (SWN) sind ein regionales Energieversorgungs- und Dienstleistungsunternehmen in Neumünster. Geschäftsfelder sind Energiedienstleistungen, die Versorgung mit Elektrizität, Gas, Fernwärme und Wasser sowie Telekommunikationsdienstleistungen.

## Vorgeschichte
Im Oktober 1899 wurde in Neumünster auf Initiative der AG Elektricitätswerke vormals O. L. Kummer & Co. und eines Bankhauses die Licht-, Kraft- und Wasserwerke AG gegründet. Bereits 1902 kam es zu einer Fusion mit der Baltischen Elektrizitäts-AG in Kiel, aus der die Umfirmierung in Baltische AG für Licht-, Kraft- und Wasserwerke sowie die Verlegung des Sitzes nach Kiel resultierten. Wohl wegen ausbleibendem unternehmerischen Erfolg wurden bis 1914 die einzelnen Werke verkauft, zumeist an die durch sie versorgten Kommunen.

## Konzernstruktur
Die Stadtwerke als bis dahin bestehende städtischen Eigenbetriebe wurden Anfang 2002 in separate GmbHs ausgegliedert. Sie firmieren heute wie folgt:
- SWN Stadtwerke Neumünster GmbH, Versorgungsunternehmen für Strom, Gas, Wasser, Fernwärme und Telekommunikation
- SWN Verkehr GmbH, Verkehrsunternehmen für den Stadtbusverkehr
- SWN Bäder und Freizeit GmbH
- SWN Entsorgung GmbH
- SWN Natur GmbH

Alle Unternehmen sind vollumfänglich Tochtergesellschaften der Konzernmutter SWN Stadtwerke Neumünster Beteiligungen GmbH, deren Alleingesellschafter die Stadt Neumünster ist.
Die SWN Entsorgung GmbH ist eine Gesellschaft ohne operatives Geschäft. In ihr hält SWN als Mehrheitsgesellschafter die Anteile der gemeinsam mit der Remondis-Gruppe betriebenen MBA Neumünster GmbH.

## Geschäftsfelder

### Energie und Energiedienstleistungen, Fernwärme

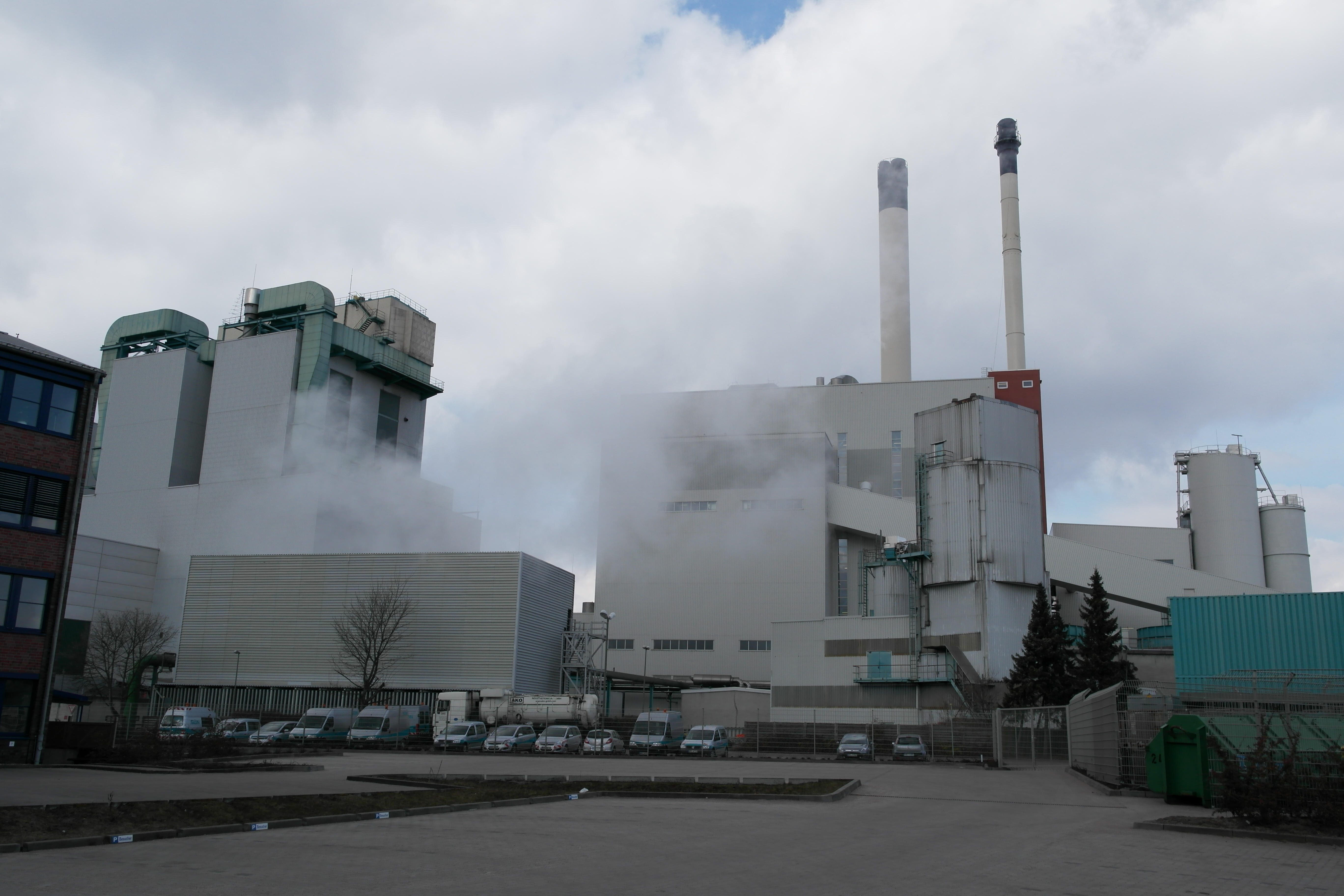
Thermische Ersatzbrennstoff-Verwertungsanlage der SWN in der Stadtmitte

Im Geschäftsfeld Energie fungiert SWN in der Stadt Neumünster als Grundversorger. Die Stromerzeugung erfolgt über eine in der Stadt gelegene  thermische Ersatzbrennstoffverwertungsanlage (TEV), die zugleich zur Erzeugung von Fernwärme genutzt wird. Befeuert wird sie überwiegend mit Ersatzbrennstoff, der in der im südlichen Neumünster gelegenen mechanisch-biologischen Abfallbehandlungsanlage (MBA) gewonnen wird. Die MBA ist eine der größten Einrichtungen dieser Art Deutschlands. Ihr Betriebsgelände im Stadtteil Wittorf umfasst auch eine 2014 stillgelegte Mülldeponie. Das auf der Deponie austretende Methan wird in einem Blockheizkraftwerk zur Stromerzeugung verwendet.

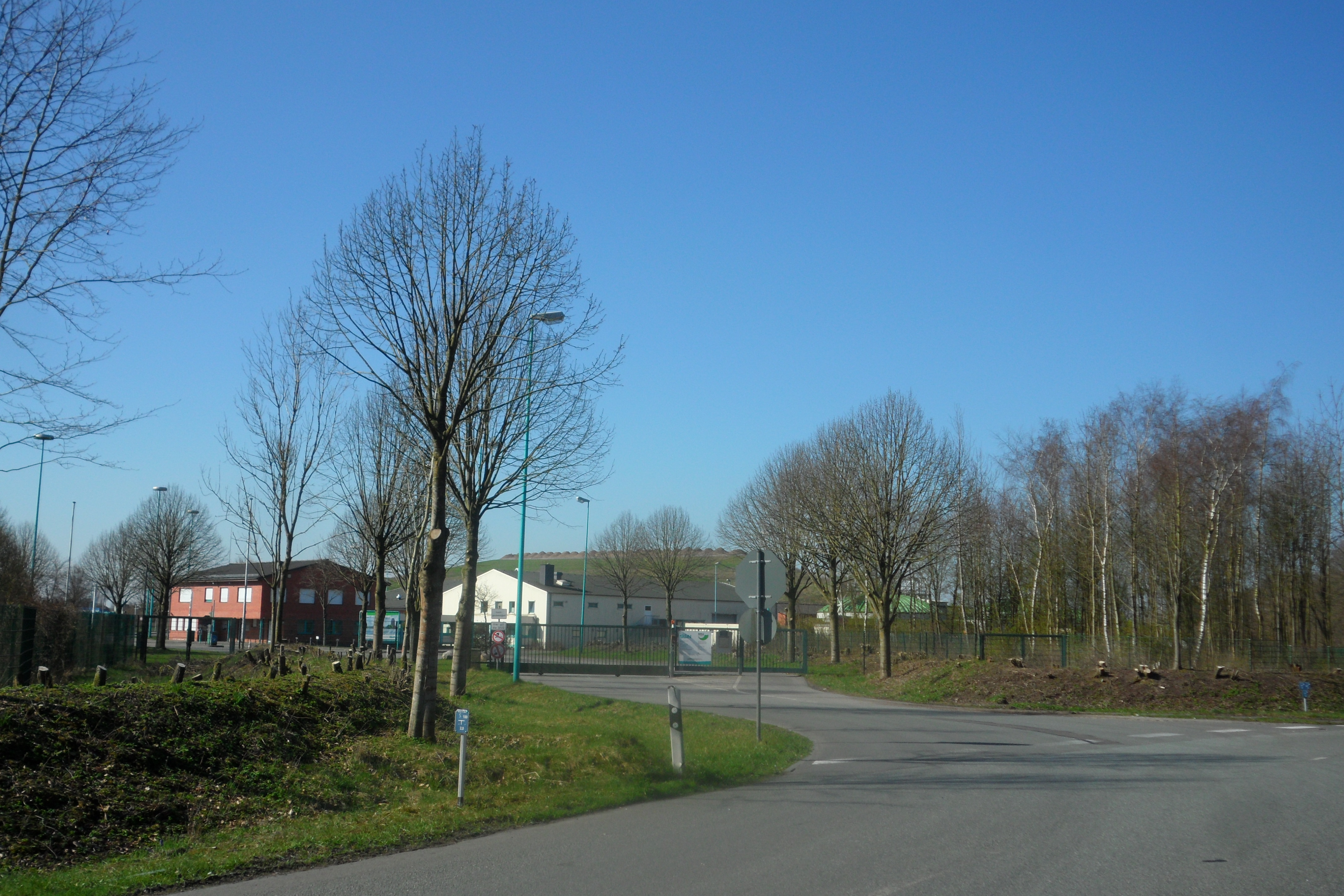
Einfahrt zum SWN-Wertstoffzentrum in Wittorf

Neben der TEV unterhalten die Stadtwerke auf dem Gelände an der Bismarckstraße ein Heizkraftwerk, das mit Steinkohle betrieben wird, um in Spitzenlastzeiten ausreichend Fernwärme zu erzeugen. Eine Umstellung von Steinkohlebetrieb auf Gasbefeuerung im Zuge des Kohleausstiegs ist in Planung.
Verstärkt werden neuerdings energienahe Dienstleistungen wie die Vermittlung von Elektroautos und der Vertrieb von Wandladestationen für die Elektromobilität unter der Marke nonoxx angeboten.

### Telekommunikation
Im Jahr 2009 erweiterte sich das SWN-Leistungsangebot auf Telekommunikationsdienstleistungen. Unter dem Namen GIGA5 werden Telefonie-, Internet- und TV-Dienste über Glasfaser angeboten. SWN unterhält im Kerngebiet Neumünster und Umgebung ein eigenes Glasfasernetz. In anderen Teilen Schleswig-Holsteins (u. a. die Kreise Segeberg, Dithmarschen und Steinburg) hat das Unternehmen umfassend Netze für Breitband-Zweckverbände geplant und gebaut. Anschließend werden diese Netze für mehrere Jahrzehnte gepachtet und betrieben. Im Mai 2020 konnte die Fertigstellung des Netzes in Steinburg vermeldet werden. Als einer der ersten Landkreise bundesweit wird dieser von SWN flächendeckend mit Glasfaserleitungen versorgt. Rund 95 Prozent der Einwohner sind in der Lage, einen Glasfaseranschluss bei SWN zu buchen. SWN ist mit rd. 50.000 Kunden in Schleswig-Holstein und 25 % der versorgten Landesfläche zu einem der größten landesweiten Anbieter solcher Dienste avanciert. Bundesweit engagiert sich das Unternehmen als Mitglied der Verbände BREKO und Buglas für die Verbesserung der Infrastruktur mit Glasfaser.

### Stadtverkehr
Seit Januar 2015 wird der Stadtbusverkehr in Eigenregie der SWN Verkehr GmbH durchgeführt. Mit 35 Niederflurbussen werden auf 21 Buslinien insgesamt 75 Haltestellen bedient. Rund 2,6 Mio. Fahrgäste jährlich nutzen den Service. Es gilt der Schleswig-Holstein-Tarif.

#### On-Demand-Verkehr Hin&Wech
Unter der Marke Hin&Wech wird seit 2020 zusätzlich ein On-Demand-Mobilitäts-Angebot unterhalten, das über eine Mobile App oder nach vorheriger Anmeldung über Telefon geordert werden muss. Es gilt der normale SH-Tarif ohne Zuschlag, das Deutschlandticket wird anerkannt.
Folgende Fahrzeiten dieses Mobilitätsangebots bestehen seit dem 8. August 2023:
- montags bis donnerstags: abends 22:30 – 1:00 Uhr

außerdem in Tungendorf und Gadeland auch tagsüber 5:00 – 21:00 Uhr
- freitags: abends 22:30 – 2:00 Uhr
- sonnabends: morgens 4:00 – 9:00 Uhr

und abends 18:30 – 24:00 Uhr
- sonn- und feiertags: ganztags 0:00 – 24:00 Uhr

Wegen des ganztägigen Angebots von Hin&Wech verkehren sonn- und feiertags keine Stadtlinienbusse (außer den stündlich vom/zum Hauptbahnhof verkehrenden „Sommerlinien“ S1 zum Einfelder See und S4 zum Bad am Stadtwald, Tierpark und den Holstenhallen vom 29. März bis zum 3. Oktober 2024) in Neumünster mehr. Auch der Abend- und Spätverkehr sonnabends findet nur noch mit Hin&Wech statt.

#### Historische Entwicklung des Stadtverkehrs

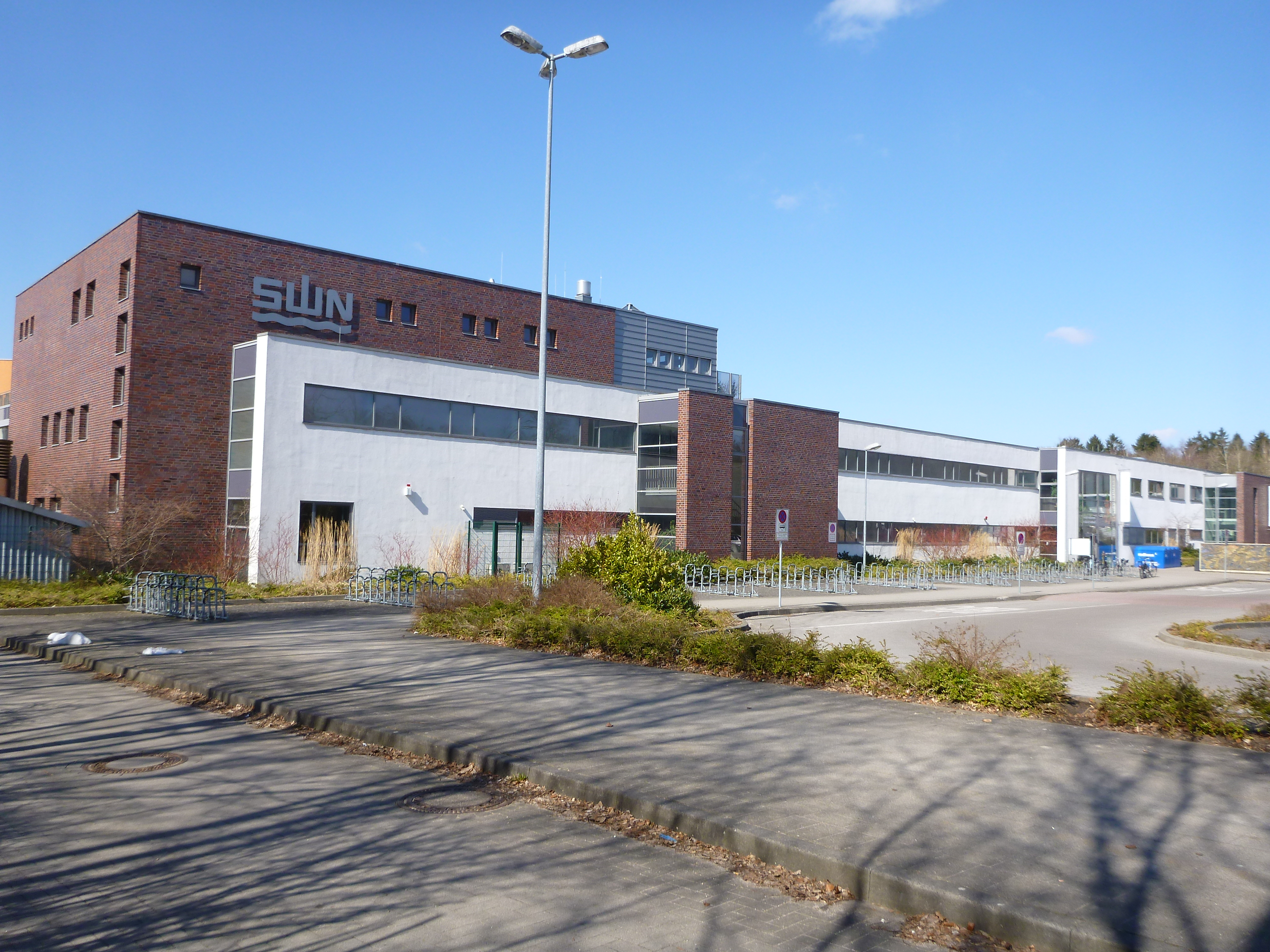
Bad am Stadtwald

Im August 1920 wurde die erste Kraftomnibuslinie von Neumünster nach Bordesholm der Kraftverkehrs-Gesellschaft Union konzessioniert. Den Stadtbusverkehr in Neumünster übernahm am 10. September 1920 die Städtische Kraft-, Wasser- und Verkehrswerke mit zwei Akkumulatorbussen. Während der Inflationszeit wurde der Betrieb mehrmals unterbrochen und 1926 schließlich eingestellt. Der Stadtbusverkehr wurde nun von der Flensburger Automobil-Betriebs-Genossenschaft durchgeführt. 1928 wurde sie in Allgemeine Flensburger Automobil-Betriebs-Gesellschaft (AFAG) und 1930 in Allgemeine Kraftfahrzeug-Betriebs-Gesellschaft (AKB) umfirmiert. Die AKB ging 1932 konkurs, der Busverkehr wurde nun von dem Unternehmen M. Peters übernommen. Nach Bombenschäden im Zweiten Weltkrieg wurde der Betrieb 1945 vollständig eingestellt. Die britische Besatzungsmacht beauftragte im Oktober 1945 das Unternehmen Glau & Habild mit der Betriebsdurchführung des Stadtverkehrs.
Nach einem Rechtsstreit um die Konzessionsvergabe vor dem Oberverwaltungsgericht verfügte der Minister für Wirtschaft und Verkehr, dass die Überlandbuslinien von Neumünster aus an Peters, die Stadtbuslinien bis spätestens 1959 an die Stadt Neumünster abzugeben seien. Die Stadt verkaufte die Rechte am 29. Juni 1956 an die Verkehrsbetriebe Hamburg-Holstein (VHH), die den Stadtbusverkehr in Neumünster ab dem 5. Juli 1956, zunächst mit den alten Bussen von Glau & Habild betrieben. Schon sehr bald kamen neue Busse in der rot-schwarzen Lackierung der VHH (Mercedes-Benz O 321 H und HL) hinzu. Es gab Einmannbetrieb, 30-Minuten-Takt auf den Hauptlinien und geänderte bzw. neue Linien mit Liniennummern zwischen 51 und 68. Die VHH übernahm zum Sommerfahrplan 1957 den Ortsverkehr Bordesholm vom Verkehrsunternehmen Werner Gram, gab ihn 1958 aber wieder ab. Im März 1958 wurde ein neuer Tarif mit Umsteigeberechtigung und Zahlgrenzen eingeführt. Im Juni 1958 hatte die VHH 25 neue Busse und noch sechs von Glau & Habild in Neumünster in Betrieb.
Ende 1961 gab es folgende Buslinien der VHH in Neumünster: (Streckenabschnitte in Klammern wurden nur zeitweilig bedient)
510 Einfeld – Waldschlößchen – Kieler Str. – Hauptbahnhof – Großflecken (Linienlänge 7,0 km)
520 Stover – Gartenstadt – Hauptbahnhof – Großflecken – Wittorf (Linienlänge 6,3 km)
530 Alsenplatz – Am Teich – Kleinflecken – Falderastr. – Husumer Str. (Linienlänge 7,5 km)
540 Böckler-Siedlung – Beethovenstr. – Hauptbahnhof – Am Teich – Kleinflecken – Falderastr. – Ehndorfer Platz, Flensburger Str. (Linienlänge 6,0 km)
550 Einfeld-Siedlung, Vierecksplatz – Waldschlößchen – Kieler Str. – Hauptbahnhof – Großflecken (– Kaserne – Gadeland) (Linienlänge 10,0 km; kein Spätverkehr)
560 (Tungendorf, Dorf –) Pestalozzi-Schule – Großflecken – Kaserne – Gadeland (Linienlänge 8,7 km)
56a Großflecken – Pestalozzi-Schule – Tungendorf, Dorf – Groß-Harrie – Negenharrie (Linienlänge 14,3 km; nur Einzelfahrten an Schultagen; später durch VKP übernommen)
570 Böckler-Siedlung – Beethovenstr. – Hauptbahnhof – Am Teich – Sachsenring – Haartkoppel – Friedhof (Linienlänge 5,2 km; kein Spätverkehr; erst ab 24. Mai 1962)
590 Windstärke 10 – Freesenburg – Kleinflecken – Am Teich – Hauptbahnhof (Linienlänge 4,2 km)
600 Hauptbahnhof – Großflecken – Friedhof – Brachenfeld, Waldwiesenweg (Linienlänge 2,9 km; kein Spätverkehr)
610 (Großflecken –) Hauptbahnhof – Hahnknüll (– Altersheim) / (– Tiergarten) (nur Einzelfahrten)
630 Hauptbahnhof – Großflecken – Holstenschule – Südbf. – Altersheim – Wittorf – Padenstedt (– Ehndorf) / (– Arpsdorf) (Linienlänge 10,8 km; kein Spätverkehr)
650 Neum. Hauptbahnhof – Großflecken – Gadeland – Groß Kummerfeld – Klein Kummerfeld – Latendorf – Heidmühlen (– Wahlstedt, Eiche nur mo+do) (Linienlänge 29,3 km, nur Einzelfahrten; später durch M. Mietrach übernommen)
660 Neum. Hauptbahnhof – Großflecken – Boostedt Bf. – Großenaspe – Bimöhlen-Wrage – Bad Bramstedt (im Auftrag der AKN; Linienlänge 23,7 km, nur Einzelfahrten mi+sa)
670 Neum. Hauptbahnhof – Großflecken – Hardebek – Hasenkrug – Brokstedt – Armstedt – Fuhlendorf – Bad Bramstedt Bf. (Linienlänge 28,5 km; nur werktags, kein Spätverkehr)
680 Neum. Hauptbahnhof – Großflecken – Boostedt (– Boostedt, Depot) (im Auftrag der AKN; erst ab 1963)
Der Betriebshof an der Rosenstraße 1b wurde 1961/1962 modernisiert und erhielt ein neues Sozialgebäude sowie eine automatische Wagenwaschanlage. Die neue Linie 57 von der Böcklersiedlung über das Neubaugebiet Haartkoppel zum Friedhof wurde am 27. Mai 1962 eingerichtet. Ab 1962 kamen durch die VHH auch neue luftgefederte Busse (Magirus-Deutz Saturn II) mit Funkgeräten zum Einsatz. Ab 1969 wurden neue Standard-Linienbusse beschafft, zunächst Mercedes-Benz O 305, ab Mitte der 1970er Jahre fast ausschließlich Ikarus 190 aus Ungarn.
Der durch die VHH in eigener Regie und auf eigene Rechnung durchführte Betrieb erwirtschaftete zunächst noch Gewinne. Durch die nach der „Wirtschaftswunder“-Zeit zunehmende Verbreitung des MIV sanken die Beförderungszahlen in den 1970er Jahren jedoch erheblich, sodass keine Gewinne mehr erzielt werden konnten. Zum Vergleich: 1957 wurden 5,867 Mio. Personen befördert, 1963 waren es 6,291 Mio., 1966 7,718 Mio., 1975 6,407 Mio. und 1983 nur noch 3,73 Mio. Schließlich kündigte die VHH den Vertrag mit der Stadt zum 31. Dezember 1979 wegen zunehmender Unwirtschaftlichkeit. Die VHH bekam vorher lediglich Ausgleichszahlungen für den Schülerverkehr, das ständig steigende sonstige Defizit musste die VHH selbst tragen. Im Jahr 1980 führte die VHH den Stadtverkehr weiter durch, da die Stadt die Übernahme des Defizits für dieses Jahr zusagte.
Ab dem 1. Januar 1981 wurde der Stadtbusbetrieb in Neumünster von der VHH im Auftrag der Stadtwerke Neumünster durchgeführt. Auf diese Weise konnten Verluste mit Gewinnen aus den SWN-Sparten Strom, Fernwärme und Wasser im „Querverbund“ steuerlich verrechnet werden.
Im Herbst 1982 gab es folgende von der VHH bediente SWN-Linien in Neumünster:
510 Einfeld – Waldschlößchen – Kieler Str. – Hauptbahnhof – Großflecken
520 Hohrkamp – Birkenweg – Holstenhalle – Hauptbahnhof – Großflecken – Wittorf
530 (Tungendorf, Dorf –) Tungendorf / Alsenplatz – Hauptbf. / Großflecken – Am Teich – Kleinflecken – Falderastr. – Husumer Str.
540 Böckler-Siedlung – Beethovenstr. – Hauptbahnhof – Großflecken – Sachsenring – Nord-/Süd-Friedhof – Brachenfeld
560 Tungendorf – Pestalozzi-Schule – Großflecken – Kaserne – Gadeland, Diekkamp / (– Kampstr.)
570 Hauptbahnhof – / Großflecken – Am Teich – Falderapark – Wernershagen (kein Spätverkehr)
590 Windstärke 10 – Freesenburg – Roonstr. – Hauptbahnhof – Großflecken (kein Spätverkehr)
610 Hauptbahnhof – (Tierpark – Hahnknüll) – Röntgenstr.
620 Hauptbahnhof – Röntgenstr. – Stover (– Tungendorf – Waldschlößchen – Einfeld) (nur Einzelfahrten)
630 Hauptbahnhof – Großflecken – Holstenschule – Südbf. – Industriegeb. Süd – Wittorf – Padenstedt (– Ehndorf) / (– Arpsdorf [– Wasbek, Schule nur an Schultagen]) (kein Spätverkehr)
680 Neum. Hauptbahnhof – Großflecken – Boostedt (– Boostedt, Depot) (bis zum 31. Aug. 1983 noch VHH-Konzession, danach SWN)
Das SWN-Busnetz wurde in der Folge so verändert, das alle Buslinien am Hauptbahnhof begannen und endeten. Die nördlichen und westlichen Stadtteile wurden durch die Linien 51 bis 59 erschlossen, die südlichen und südöstlichen durch die Linien 61 bis 69. Im Sommer 1989 gab es folgende von der VHH bediente SWN-Linien in Neumünster:
510 Hauptbahnhof – Kieler Str. – Waldschlößchen – Einfeld
520 Hauptbahnhof → Holstenhalle → Hohrkamp → Gartenstadt, Birkenweg → Holstenhalle → Hauptbahnhof (sonntags siehe Linie 57)
530 Hauptbahnhof → Parkcenter → Alsenplatz → Volkshaus → Corso → Tungendorf (→ Tungendorf, Dorf) → Corso → Volkshaus → Alsenplatz → Parkcenter → Hauptbahnhof
540 Hauptbahnhof – Beethovenstr. – Böckler-Siedlung
550 Hauptbahnhof – Holstenhalle – Stoverweg – Tennishalle – Gemeindehaus – Einfeld, Karl-Feldmann-Str. (nur werktags morgens und nachmittags)
560 Einfeld, Hans-Böckler-Allee – Waldschlößchen – Tungendorf, Pestalozzi-Schule (← Volkshaus) – Stoverweg – Röntgenstr. – Carlstr./Forststr. → Hauptbahnhof (nur Einzelfahrten an Schultagen morgens und mittags)
570 Hauptbahnhof → Carlstr. → Forstweg → Prehnsfelder Weg / Tierpark → Röntgenstr. → Nachtredder → Carlstr. / Holstenhalle (hier nur sonntags) → Hauptbahnhof
590 Hauptbahnhof – Roonstr. – Berufsschule – Freesenburg – Bullenbek, Windstärke 10
600 Hauptbahnhof – Rathaus – Boostedter Str. – Gadeland (weiter als Linie 66; nur werktags)
610 Hauptbahnhof – Am Teich – Faldera-Süd – Husumer Str.
620 Hauptbahnhof – Rathaus – Rügenstr. – Wittorf
630 Hauptbahnhof – Rathaus – Holstenschule – Südbf. – Mühlenstr. – Wittorf Mitte – Padenstedt
640 Hauptbahnhof – Rathaus – Sachsenring – Südfriedhof / (Nordfriedhof) – Brachenfeld
650 Neum. Hauptbahnhof – Rathaus – Kaserne – Gadeland – Groß Kummerfeld (nur werktags)
660 Hauptbahnhof – Rathaus – Kaserne – Gadeland, Diekkamp
670 Hauptbahnhof – Am Teich – Falderapark – Wernershagen
680 Neum. Hauptbahnhof – Großflecken – Boostedt (– Boostedt, Depot)
690 Hauptbahnhof – Rathaus – Störwiesen (nur Einzelfahrt dienstags und freitags vormittags, Kleinbus-Einsatz)
Auf allen Linien fand nach 20 Uhr kein Spätverkehr statt. Stattdessen wurde ein Anruf-Sammel-Taxi-System (A·S·T) angeboten, das im Auftrag der SWN stündlich von 20 Uhr bis Mitternacht von einer Bushaltestelle im Stadtgebiet zu einer beliebigen Adresse in Neumünster und Boostedt nach telefonischer Bestellung Fahrten durchführte. Die Fahrpreise richteten sich, nach der Anzahl überfahrener Preisgrenzen, von 2,50 DM bis 5,50 DM für Einzelfahrten Erwachsener bzw. von 1,50 DM bis 3,50 DM für Zeitkarteninhaber und Kinder. Behinderte mit Freifahrtberechtigung wurden kostenlos befördert.
Ab 1983 beschaffte die SWN die Busse selbst. Ab 2001 kamen wieder VHH-eigene Busse nach Neumünster. Im Jahr 2004 wurden die ersten zehn Busse mit Motoren für Erdgas-Betrieb (MAN Lion’s City NL 243 CNG) angeschafft, allerdings wieder von den SWN. Ihnen folgten 2006 weitere drei MAN-Erdgasbusse, 2007 neun, 2009 drei und 2010 nochmals ein MAN-Erdgasbus. Die zehn ältesten Erdgasbusse von 2004 wurden Ende 2014 verkauft und durch Mercedes-Benz Citaro Dieselbusse ersetzt. Ab dem 1. Januar 2008 gehörten die Busse wieder der VHH, die den Stadtverkehr in Neumünster bis zum 31. Dezember 2014 im Auftrag der SWN Beteiligungen GmbH außerhalb des HVV durchführte.
Seit dem 1. April 2005 gilt auch in Neumünster der NAH.SH-Tarif.
Zum Jahreswechsel 2014/2015 wurde der Stadtbusverkehr vollständig von der Stadt übernommen, die den Betrieb – einschließlich vormaligem VHH-Betriebshof in der Rendsburger Straße 87, den Beschäftigten und den Omnibussen – an das neue Stadtwerke-Tochterunternehmen SWN Verkehr GmbH übertrug.

Der zu dieser Zeit geltende Fahrplan sah folgende Linien vor:
010 Einfeld – Waldschlößchen – Kieler Str. – Hauptbahnhof/ZOB
020 Tungendorf – Alsenplatz – Parkcenter – Hauptbahnhof/ZOB
220 Tungendorf – Alsenplatz – Parkcenter – Hauptbahnhof/ZOB
030 Hauptbahnhof/ZOB – Kleinflecken – Hansaring – Faldera
330 Hauptbahnhof/ZOB – Kleinflecken – Faldera
040 Böcklersiedlung, Bad am Stadtwald – Hauptbahnhof/ZOB
050 Einfeld, Hans-Böckler-Allee – Holstenhallen – Hauptbahnhof/ZOB
060 Hauptbahnhof/ZOB – Rathaus → Haardt → / ← Boostedter Str. ← Gadeland (– Groß Kummerfeld)
660 Hauptbahnhof/ZOB – Rathaus → Boostedter Str. → / ← Haardt ← Gadeland (– Groß Kummerfeld)
070 Hauptbahnhof/ZOB – Rathaus – Industriegebiet Süd
770 Hauptbahnhof/ZOB – Rathaus – Krankenhaus – Designer Outlet
080 Hauptbahnhof/ZOB – Rathaus – Krankenhaus – Boostedt
090 Hauptbahnhof/ZOB – Freesenburg – Wasbek
120 Hauptbahnhof/ZOB – Rathaus – Wittorf – Padenstedt
130 Einfeld, Hans-Böckler-Allee – Waldschlößchen – Tungendorf (nur Einzelfahrten an Schultagen)
140 Hauptbahnhof/ZOB – Rathaus – Südfriedhof – Ruthenberg
160 Tierpark – Gartenstadt – Hauptbahnhof/ZOB
LT-S0 Linien-Taxi: Hauptbahnhof/ZOB → Stover → Industriegebiet Nord (nur mo–fr morgens)
ALT-B0 Anruf-Linien-Taxi: Hauptbahnhof/ZOB – Rathaus – Friedhof (Nord) – Brachenfeld (nur werktags nach telefonischer Bestellung)
ALT-G0 Anruf-Linien-Taxi: Gadeland, Diekkamp – Groß Kummerfeld (nur Einzelfahrten werktags nach telefonischer Bestellung)
ALT-T0 Anruf-Linien-Taxi: Tungendorf, Helmut-Loose-Pl. – Graskamp (nur nach telefonischer Bestellung)
Die Busse wurden nur tagsüber eingesetzt; zu den sonstigen Zeiten (täglich im Spätverkehr ab 20:50 Uhr bis Mitternacht, sonntags auch im Abendverkehr ab 18:40 Uhr, am Wochenende auch im Frühverkehr, in den Nächten fr/sa und sa/so bis 2 Uhr) bestanden stündlich Fahrtmöglichkeiten von den Haltestellen der Stadt mit Anruf-Sammel-Taxis, die mindestens 30 Minuten vor der Fahrt telefonisch vorbestellt werden mussten. Dabei waren gegen Aufpreis auch Fahrten bis vor die Haustür möglich. Auch Fahrten nach/von Padenstedt und (nur sonntags) Boostedt waren möglich.

### Bad am Stadtwald
SWN betreibt mit dem Bad am Stadtwald eines der größten Bäder im südlichen Landesteil Schleswig-Holsteins. Es wurde ab 2016 umfangreich modernisiert und erweitert. Im Hallenbereich besteht es aus einem im Dezember 2017 neu eröffneten 50-m-Sport-Schwimmbecken mit Startblöcken, dessen eine Dachhälfte bei entsprechender Witterung über das restliche Dach gezogen werden kann („Cabrio“-Dach). Das Hallenbad verfügt über ein 25-m-Schwimmbecken mit Sprungtürmen bzw. -brettern in fünf, drei und einem Meter Höhe. Es gibt ein beheiztes Außenbecken, ein Entspannungs-  und ein Kleinkinderbecken sowie eine 90-m-Wasserrutsche. Modernisiert wurde auch die Saunalandschaft. Ein neu errichtetes Freibad-Nichtschwimmerbecken wurde 2018 eröffnet, Kleinkinder- und Sprungbecken sind erneuert.
Im Jahr 2016 besuchten 437.851 Menschen das Bad.

## Daten
Der Stadtwerkekonzern hat im Geschäftsjahr 2023 mit 853 Mitarbeitern, darunter 48 Auszubildenden, 423 Mio. Euro Umsatz erwirtschaftet.